# Королівство Польське (1916—1918)

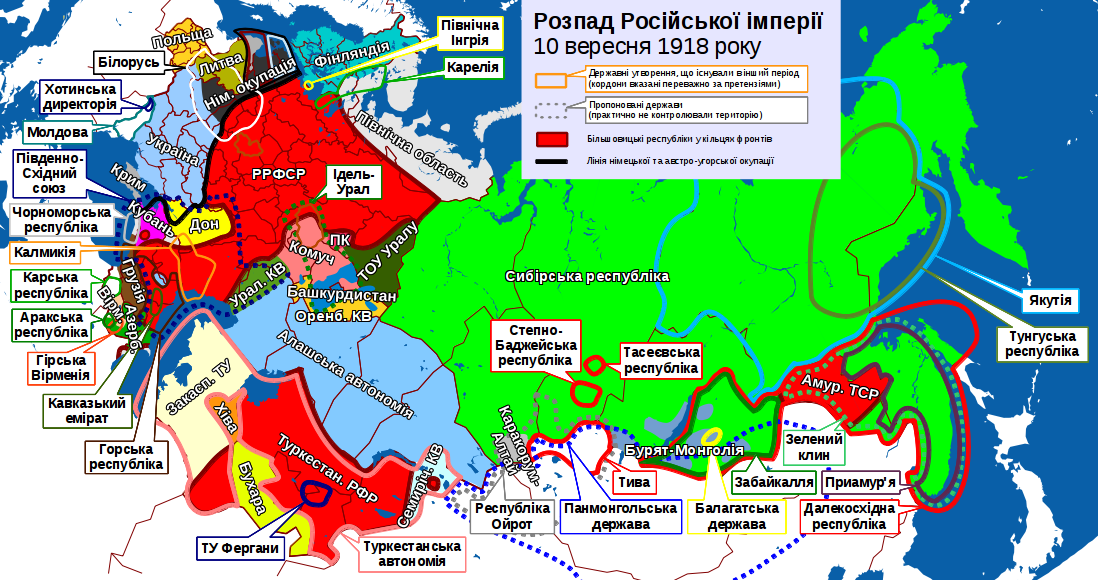
Польське королівство на карті розпаду Російської імперії

Королівство Польське (пол. Królestwo Polskie, нім. Königreich Polen), також неофіційна назва Регентське Королівство (пол. Królestwo Regencyjne) — політія, що була заснована Актом від 5 листопада визнана Німецькою імперією і Австро-Угорщиною. Було утворено в межах колишньої Російської території Царства Польського (проте без певних кордонів) в 1916 році і існувало як держава-сателіт Німеччини. Державність Польщі ніколи не набувала значної підтримки в Німеччині, фактично була націлена лише на здобуття польської армії для Центральних Держав. 
Згодом вона була перетворена між 7 жовтня 1918 року та 22 листопада 1918 року в незалежну Другу Польську Республіку, традиційною урочистою датою заснування останньої пізніше було встановлено 11 листопада 1918 року.
Незважаючи на початкову повну залежність цієї держави-клієнта від її спонсорів, вона врешті-решт виступила проти їхніх намірів після перемир’я 11 листопада 1918 року як наріжна протодержава зароджуваної Польської Республіки (1918—1939), остання складалася з також територій, які Центральні держави ніколи не збиралися передати Польщі, і тому відіграли вирішальну роль у відродженні польської державності.

## Утворення королівства

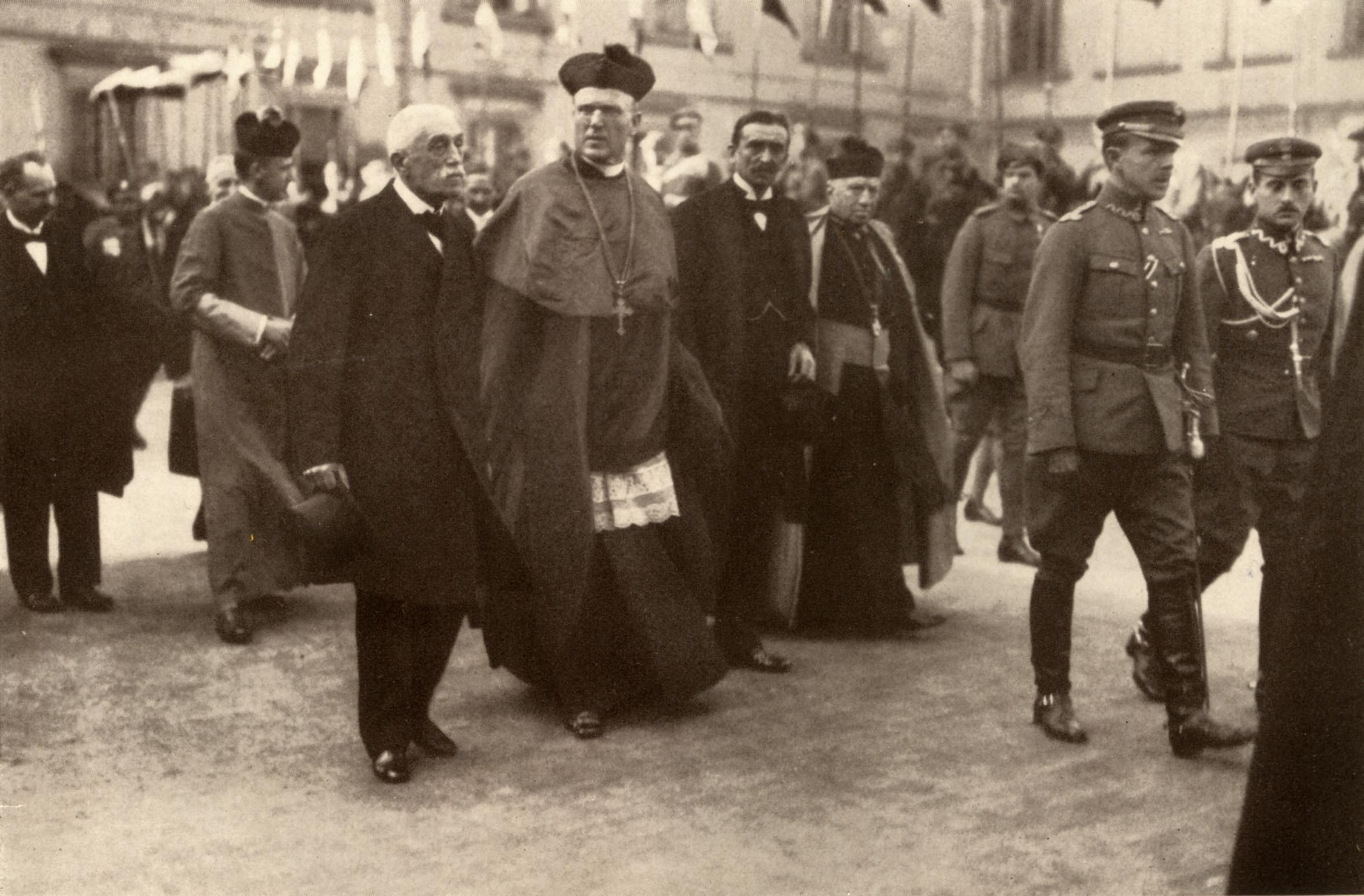
Юзеф Островський, кардинал Александр Каковський i князь Любомірський (1916)

Декларація обох імператорів про створення Ради Регентства (пол. Rada Regencyjna), обмежила владу Німеччини на окупованих територіях і дозволила обрання нового монарха. Особа, яка мала найбільшу можливість стати його королем, був австрієць — Карл Стефан Габсбург (пол. Karol Stefan), чиї дві дочки були одружені з польськими аристократами: князем Ольґердом Чарторийським та Ієронімом Радзивіллом, які говорили чистою польською мовою. Архікнязь був готовий прийняти корону, але як член Імперського Дому Австрії йому був потрібний дозвіл від голови сім'ї, імператора і короля Карла I, який вагався, плануючи перейняти на себе польську корону.
Польська мова була відновлена по всій території Царства Польського в освітніх і політичних установах, заборонених Росією після польських повстань 1830 і 1863 років. Центральні держави підтримали військо (нім. Polnische Wehrmacht), яке було створено для допомоги Німеччині у війні, але мобілізація (проводилася полковником Владиславом Сікорським) не знайшла підтримку серед поляків і дала незначущі результати: у кінцевій стадії Регентства армія мала лише близько 5000 осіб. Королівство мало свою власну валюту, польська марку і Конституцію прийняту 12 вересня 1917 року (монархія, двопалатний парламент, позаполітичні міністри).

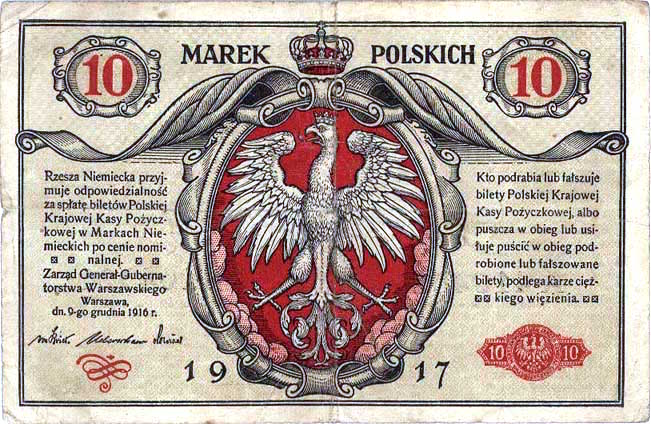
Десять польських марок, 1917.

## Німецькі цілі
Мета німецької політики була створення краю, який міг легко експлуатуватися з подальшою германізацією, зниження польського населення через голод і важку працю, з завершальною метою створення з Польщі німецької провінції. Під час німецької окупації поляки підлягали примусовій праці й конфіскації продовольства і майна.
Хоча спочатку ближче було австро-польське рішення, вони були відкинуті в лютому після підпорядкування Австро-Угорщини Німеччині. Контроль над польською економікою і сировиною був у Німеччини. Німці мали повний контроль над польською армією. Кордони цієї «автономної» Польщі мали бути зміненими на користь Німеччини. Німецькі посадові особи вимагали так звану «Польську Пограничну Смугу», яка приводила би до анексії значних частин польських територій, які були частиною російського поділу Польщі. Наприкінці 1916 Німеччина хотіла анексувати майже 30,000 км² польської території.
Ці землі мали бути заселені етнічними німцями і поляки мали бути переміщенні
Такі плани також запропонували члени німецької меншини в Польщі в області Лодзь, вони протестували проти Акта 5 листопада, і вимагали від німецького уряду анексії західної Польщі Німеччиною. Такі плани були погоджені в принципі німецьким урядом у березні 1918 р., а у квітні отримали підтримку в Прусській палаті лордів, але генерал фон Беселер рішуче виступив проти цього в доповіді імператору Вільгельму. У липні Людендорф уточнив свої плани в меморандумі, запропонувавши анексувати дуже розширену «прикордонну смугу» на 20 000 км². У серпні імператор Карл I наполягав на австро-польському варіанті, заборонивши ерцгерцогу Карлу Стефану прийняти корону і оголосивши свою протидію німецьким планам анексії. У відповідь генерал Людендорф погодився залишити Вільню (і, можливо, Мінськ) Польщі, але підтвердив план «прикордонної смуги». Однак це мало допомогло заспокоїти польські настрої, які вважали повернення Вільни само собою зрозумілим і відмовлялися поступатися будь-яку частину колишнього королівства Польщі.